# Milan Tučić
Milan Tučić (* 15. August 1996 in Ljubljana) ist ein slowenischer Fußballspieler.

## Karriere

### Verein
Tučić spielte durchlief die Jugendmannschaften des slowenischen Vereins NK Bravo aus Ljubljana und wurde ab 2015 auch in der ersten Mannschaft des Vereins eingesetzt, die damals in der dritthöchsten slowenischen Liga spielte. In der Saison 2016/17 schoss er in 32 Tore in 23 Einsätzen, wurde Torschützenkönig der 3. Liga und feierte mit seinem Verein die Drittligameisterschaft und den Aufstieg in die zweite Liga. Im Anschluss wechselte er zum slowenischen Erstligisten NK Rudar aus Velenje. Für Velenje spielte er 69-mal in der Slovenska Nogometna Liga und erzielte dabei 23 Treffer. 
Anfang September 2019 ging Tučić nach Belgien, wo er einen Vertrag bei Oud-Heverlee Löwen unterschrieb, der zum damaligen Zeitpunkt in der zweiten belgischen Liga spielte. Am Ende der Saison stieg er mit dem Verein in die erste Liga auf. Bei Löwen konnte sich Tučić jedoch nicht durchsetzen, so absolvierte er bis Januar 2021 nur fünf Pflichtspiele für den Club und wurde an den meisten Spieltagen nicht in den Spieltagskader berufen. Von Januar bis Juni 2021 wurde er an seinen ehemaligen Verein NK Bravo ausgeliehen, der mittlerweile in die erste slowenische Spielklasse, die Slovenska Nogometna Liga, aufgestiegen war. Für Bravo stand er 18-mal auf dem Spielfeld, bevor er im Juli 2021 mit dem Ende der Leihe zu Oud-Heverlee zurückkehrte. 
Im August 2021 zog es ihn nach Asien. Hier unterschrieb er in Japan einen Vertrag beim Erstligisten Hokkaido Consadole aus Sapporo.

### Nationalmannschaft
Tučić spielte von 2017 bis 2018 sechsmal in der slowenischen U21-Nationalmannschaft.